# Trachea lucia
Trachea lucia är en fjärilsart som beskrevs av Butler 1878. Trachea lucia ingår i släktet Trachea och familjen nattflyn. Inga underarter finns listade i Catalogue of Life.